# Proceratophrys tupinamba
Espèce
Proceratophrys tupinamba est une espèce d'amphibiens de la famille des Odontophrynidae.

## Répartition
Cette espèce est endémique de l'État de Rio de Janeiro au Brésil. Elle se rencontre sur l'Ilha Grande à Angra dos Reis.

## Publication originale
- Prado & Pombal, 2008 : Espécies de Proceratophrys Miranda-Ribeiro, 1920 com apendices palpebrais (Anura; Cycloramphidae). Arquivos de Zoologia, São Paulo, vol. 39, p. 1-85.